# Xã Coulee, Quận Ramsey, Bắc Dakota
Xã Coulee (tiếng Anh: Coulee Township) là một xã thuộc quận Ramsey, tiểu bang Bắc Dakota, Hoa Kỳ. Năm 2010, dân số của xã này là 65 người.